# San Esteban de Abajo
San Esteban de Abajo es una localidad del estado mexicano de Coahuila. Es parte del municipio de San Pedro.

## Toponimia
El nombre «San Esteban» hace referencia al santo patrono de la localidad: San Esteban Mártir.

## Demografía
| Gráfica de evolución demográfica |
|                                  |

| Censo | Población |
| ----- | --------- |
| 1921  | 232       |
| 1930  | 160       |
| 1940  | 487       |
| 1950  | 778       |
| 1960  | 853       |
| 1970  | 748       |
| 1980  | 1 117     |
| 1990  | 1 133     |
| 2000  | 1 109     |
| 2010  | 1 158     |
| 2020  | 1 109     |